# Хелманд
Хелманд е провинция в южен Афганистан с площ 58 584 км² и население 782 100 души (2006). Административен център е град Ласзкар Гаш.

## Административно деление
Провинцията се поделя на 13 общини.